# A Harmadik Birodalom közigazgatása

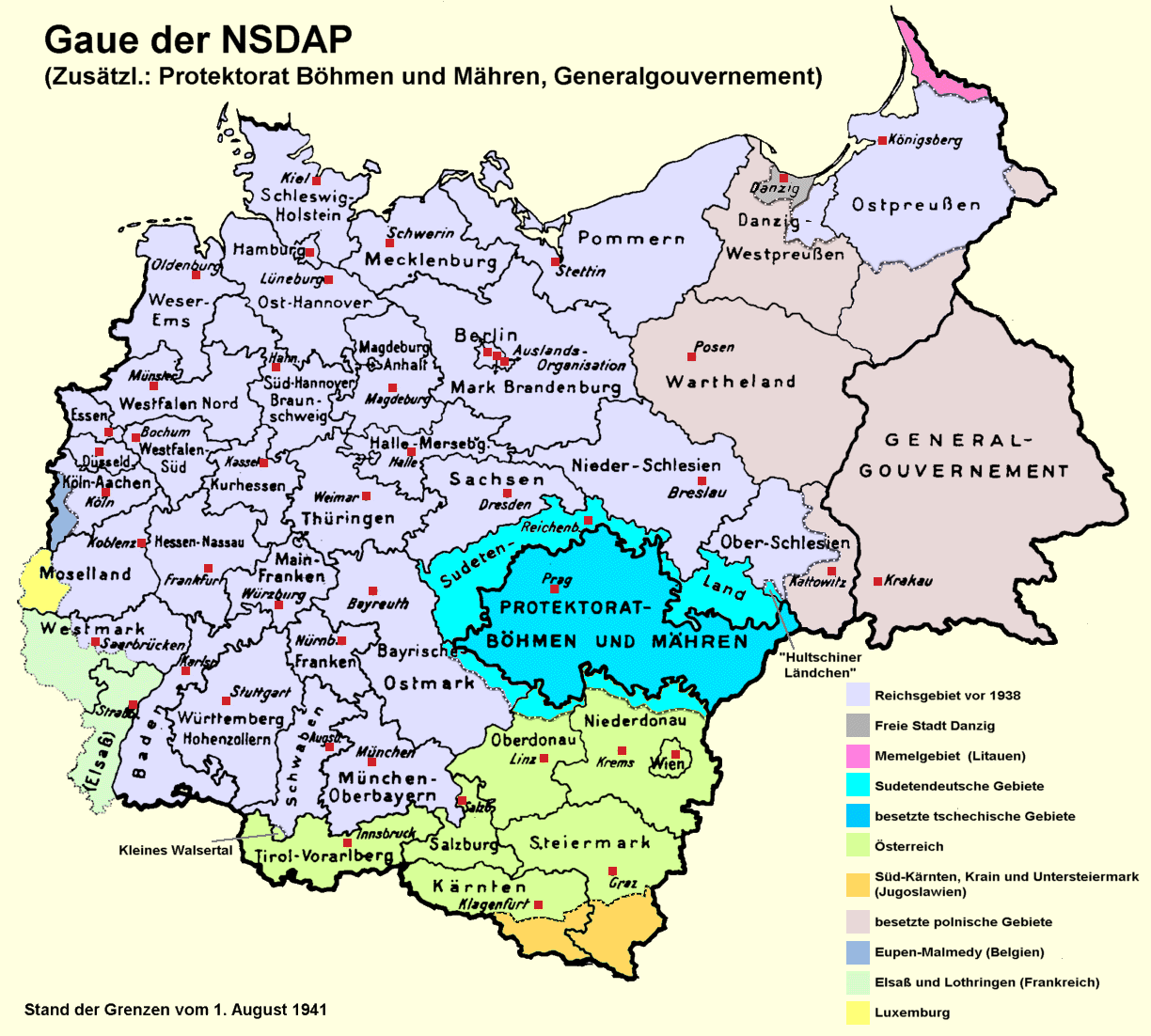
Tartományi határok 1941

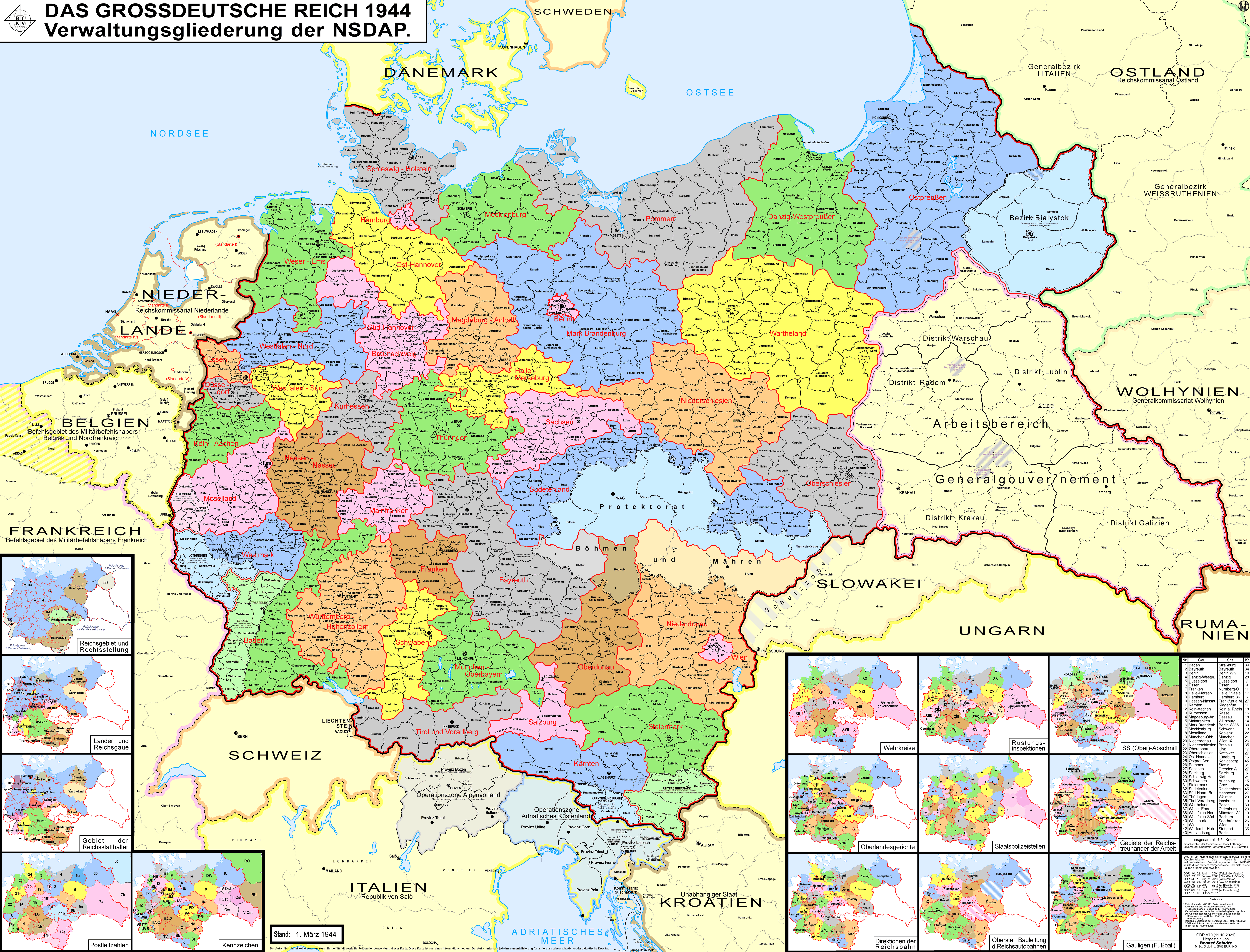
Közigazgatás felosztása 1944-ben

A Harmadik Birodalom egy 1939-es nagyszabású átszervezés után negyvenegynéhány úgynevezett Gauba szerveződött („tartomány”, „kerület”), az átszervezés célja a párt- (NSDAP) és állami közigazgatási beosztás közelítése volt. Ezzel együtt a két struktúra nem teljesen fedte át egymást, hiszen a párton belül létezett pl. határon túli kerület is.
A náci kor közigazgatása több változáson esett keresztül, elsőként a Zweites Gesetz zur Gleichschaltung der Länder mit dem Reich rendezte helyzetét 1933. április 7-én (1933. évi II. törvénycikk).
A Gau állami vezetőjét  Reichsstatthalternek (birodalmi helytartó), pártvezetőjét Gauleiternek (kerületvezető) hívták, a két funkciót leggyakrabban egy személy töltötte be. A tartományi határok kijelölésekor lehetőleg eltekintettek a korábban nem a német törzsterülethez tartozó közigazgatási határok követésétől, így Luxemburg Moselland része lett (melynek nem Luxembourg város lett a székhelye), míg a korábban  Magyarországhoz tartozó, és tartományként intakt határokkal megőrzött Burgenlandot felosztották Stájerország és Al-Duna tartományok között, ill. a mai Szlovéniát Stájerország és Karintia között, Lotaringia Gau Westmarkhoz, Elzász Gau Oberrheinhoz, Eupen és Malmedy pedig Gau Köln-Aachenhez kerültek. A mai Dél-Csehország és Dél-Morvaország részei Gau Nieder- ill. Oberdonauhoz csatolódtak, míg a Memel-vidék Kelet-Poroszország része lett.
A Cseh–Morva Protektorátus (Protektorat Böhmen und Mähren), ill a Lengyel Főkormányzóság (General-Gouvernement Polen) (melyek formálisan szintén a birodalom részei voltak) nem kerültek be a Gau-rendszerbe. Érdekesség, hogy Gau Westmark és Gau Oberrhein (Baden-Elsaß) formálisan  (törvényileg) sosem jöttek létre.

## A Gauk
A párt 1945-ben az alábbi területi beosztással működött
(e felosztás egyben állami közigazgatást is jelentett)
- Baden-Elsaß (Oberrhein, Felsőrajna) korábban  Gau Baden, székhelye Karlsruhe, 1940 után Straßburg
- Bayreuth, korábban Gau Bayerische Ostmark, Gau Oberfranken és Gau Niederbayern-Oberpfalz egyesítésével, székhelye Bayreuth
- Groß-Berlin, korábban Gau Berlin-Brandenburg, székhelye Berlin
- Danzig-Westpreußen, (Danzig-Nyugat-Poroszország) korábban Gau Danzig, székhelye Danzig (Dancka, ma Gdańsk)
- Düsseldorf,  Gau Ruhr részeiből, székhelye Düsseldorf
- Essen, székhelye Essen
- Franken  (Frankföld) Gau Nürnberg-Fürth-Erlangen és Gau Mittelfranken egybevonásával, székhelye Nürnberg
- Halle-Merseburg , székhelye Halle an der Saale
- Hamburg, székhelye Hamburg
- Hessen-Nassau Gau Hessen-Nassau-Süd és Gau Hessen-Darmstadt egybevonásával, székhelye Frankfurt am Main
- Kärnten (Karintia), székhelye Klagenfurt
- Köln-Aachen székhelye Köln
- Kurhessen Kassel székhellyel
- Magdeburg-Anhalt, Gau Anhaltból és Gau Elbe-Havelből, székhelye  Dessau
- Mainfranken (Majna-Frankföld), korábban Gau Unterfranken, székhelye Würzburg
- Mark Brandenburg,  Gau Ostmark és Gau Brandenburg egyesítése,  előbb Gau Kurmark, majd a fenti néven, székhelye Berlin
- Mecklenburg, székhelye Schwerin
- Moselland,  Gau Koblenz-Trier belépésével 1942-től, székhelye Koblenz
- München-Oberbayern (München-Felső-Bajorország), Gau Oberbayern és Gau Groß-München összevonásával, „Traditionsgau“-nak is nevezték, székhelye München
- Niederdonau (Alduna), korábban Gau Niederösterreich, székhelye (Gauhauptstadt) Krems, közigazg. központja (Verwaltungssitz) Wien
- Niederschlesien (Alsó-Szilézia), székhelye Breslau (Boroszló, ma Wrocław)
- Oberdonau (Felső-Duna), korábban Gau Oberösterreich, székhelye Linz
- Oberschlesien (Felső-Szilézia), székhelye  Kattowitz (ma Katowice)
- Ost-Hannover  (vagy Hannover-Ost), korábban Gau Lüneburg-Stade, székhelyei időrendben Buchholz in der Nordheide, Lüneburg, Harburg
- Ostpreußen(Kelet-Poroszország), székhelye Königsberg in Preußen, (ma Kalinyingrád)
- Pommern  (Pomeránia), székhelye Stettin (ma Szczecin)
- Sachsen  (Szászország), székhelye Dresden (Drezda)
- Salzburg (Reichsgau), székhelye Salzburg
- Schleswig-Holstein székhelye Kiel
- Schwaben  (Svábföld), székhelye  Augsburg
- Steiermark  (Stájerország), székhelye Graz
- Sudetenland (Szudétavidék), 1939-ig Gau Sudetenland (Sudetengau), székhelye Reichenberg, (ma Liberec)
- Süd-Hannover-Braunschweig, Gau Hannover-Süd és Gau Braunschweig összevonásával, székhelye Hannover
- Thüringen (Türingia), Weimar
- Tirol-Vorarlberg, székhelye Innsbruck
- Wartheland (kb. „Őrvidék”), 1940-ig Gau Wartheland (Warthegau), székhelye Posen (ma Poznań)
- Weser-Ems székhelye Oldenburg
- Westfalen-Nord székhelye Münster
- Westfalen-Süd székhelye Bochum
- Westmark, korábban Gau Saar-Pfalz, ez Gau Rheinland és Gau Saar(land) egyesítésével jött létre, székhelye Neustadt an der Weinstraße, 1940-től Saarbrücken
- Wien székhelye Wien (Bécs)
- Württemberg-Hohenzollern székhelye Stuttgart
- Auslandsorganisation NSDAP/AO  Berlin (területen kívüli, a külföldi alapszervezetek körzete)
- Flandern (Flandria) (1944 decembertől)
- Wallonien (Vallónia) (1944 decembertől)

## Fordítás
Ez a szócikk részben vagy egészben  a   Struktur der NSDAP című német Wikipédia-szócikk ezen változatának fordításán alapul.  Az eredeti cikk szerkesztőit annak laptörténete sorolja fel. Ez a jelzés csupán a megfogalmazás eredetét és a szerzői jogokat jelzi, nem szolgál a cikkben szereplő információk forrásmegjelöléseként.